# نیکلای الکسادرویچ کوزیرف
نیکلای الکسادرویچ کوزیرف (روسی: Никола́й Алекса́ндрович Ко́зырев؛ ۲ سپتامبر ۱۹۰۸ – ۲۷ فوریهٔ ۱۹۸۳) دانشمند اخترشناس در زمینهٔ اخترفیزیک اهل اتحاد جماهیر شوروی سوسیالیستی بود. وی همچنین برندهٔ جوایزی همچون فرهنگستان بین‌المللی کیهان‌نوردی شده‌است.

## زندگی‌نامه
نیکلای کوزیرف در سن پترزبورگ متولد شد و تا سال ۱۹۲۸ از دانشگاه دولتی سن پترزبورگ فارغ‌التحصیل شد. در سال ۱۹۳۱ او در رصدخانه پالکوف، واقع در جنوب لنینگراد، کار خود را شروع کرد. او به عنوان یکی از امیدوار کننده‌ترین اخترفیزیکدان در روسیه در نظر گرفته شد. کوزیرف از قربانیان پاک‌سازی استالینیستی رصدخانهٔ پالکوف بود. اتهام او در آغاز دانشجوی ناراضی بودن در دورهٔ تحصیلات تکمیلی بود، که در نتیجهٔ آن بسیاری از کارکنان رصدخانه جان خود را از دست دادند. کوزیرف در نوامبر ۱۹۳۶ دستگیر شد و به‌خاطر فعالیت ضدانقلابی به ۱۰ سال محکوم شد. در ژانویه سال ۱۹۴۱ او یک حکم ۱۰ ساله دیگر برای «تبلیغات خصمانه» به او داده شد. در حالی که در زندان بود، او مجاز بود که به‌کار در مشاغل مهندسی گونه بپردازد. در اثر لابی‌های همکارانش، او در دسامبر ۱۹۴۶ از زندان آزاد شد. در نتیجهٔ زندانی شدن، نام او در مجموعهٔ هنری - تاریخی مجمع‌الجزیره سولژنیتسین در Archipelago Gulag اشاره شده‌است. .
کوزیرف در دوران زندان تلاش کرد تا کار بر روی فیزیک صرفاً نظری انجام دهد. او مسئله منبع انرژی ستاره‌ها را در نظر گرفت و نظریه را فرموله کرد اما در انزوا، او از کشف انرژی هسته‌ای بی‌خبر بود. پس از آزادیش، کوزیرف از پذیرفتن نظریهٔ مبتنی بر این‌که ستاره‌ها بوسیلهٔ همجوشی هسته‌ای بوجود می‌آیند، خودداری کرد.
کوزیرف متفکر جسوری بود که توسط دانشمندان برجستهٔ زمان خود (آرکادی کوزمین، واسیلی موروز و یوسف شوکلوکی همه از او با ستایش بسیار سخن می‌گفته‌اند).